# Vigneux-de-Bretagne
Pour les articles homonymes, voir Vigneux et Bretagne (homonymie).
Vigneux-de-Bretagne est une commune de l'Ouest de la France, située dans le département de la Loire-Atlantique, en région Pays de la Loire.
Elle fait partie de la Bretagne historique, située en pays Nantais, un des pays traditionnels de Bretagne. Ses habitants s'appellent les Vignolais.

## Géographie

Situation de la commune de Vigneux-de-Bretagne dans le département de la Loire-Atlantique.

| Fay-de-Bretagne                 | Notre-Dame-des-Landes | Grandchamp-des-Fontaines |
| Le Temple-de-Bretagne Cordemais | Vigneux-de-Bretagne   | Treillières              |
| Saint-Étienne-de-Montluc        | Sautron               | Orvault                  |

### Situation
Vigneux-de-Bretagne est située sur le Sillon de Bretagne, à environ 20 km au nord-ouest de Nantes.
Les communes limitrophes sont  Notre-Dame-des-Landes, Treillières, Orvault, Sautron, Saint-Étienne-de-Montluc, Cordemais, Le Temple-de-Bretagne et Fay-de-Bretagne.
Selon le classement établi par l'Insee en 1999, Vigneux-de-Bretagne est une commune rurale monopolarisée qui fait partie de l'aire urbaine de Nantes et de l'espace urbain de Nantes-Saint-Nazaire (cf. Liste des communes de la Loire-Atlantique).

### Géographie humaine
La commune compte deux bourgs distincts : le bourg de Vigneux et celui de La Pâquelais.

## Toponymie

### Vigneux
Le nom de la localité est attesté sous les formes Vigneuc et Vigno en 1038, Vigneu en 1287, Vignou en 1308, Vigneu en 1452, 1472 et en 1475, Vigneuf en 1477, Vigneu en 1731.
Vigneux se compose du latin vinea « vigne », cf. gwinieg « vignoble » en breton. Une explication assez largement répandue, « c'est un pays où abonde la vigne ». Elle est fondée sur le fait que le territoire de Vigneux a par le passé comporté des parcelles plantées de vigne, suivi du suffixe brittonique -ōgon (vieux breton -oc > -euc > -ec / -eg) localisant et marquant la propriété, il s'est dans ce cas substitué au suffixe indigène -(i)acum de même origine celtique cf. Vignec, Vigny, etc. Dans le département voisin de l'Ille-et-Vilaine, il existe un nom de commune qui partage la même étymologie, à savoir Vignoc qui s'est fixé sous la forme de l'ancien breton, car cette langue a dû cessé d'être parlée antérieurement au Xe siècle. En revanche, le breton a été plus longtemps à Vigneux, car la mutation -oc > -euc s'est produite. Grâce à cela, on peut dire qu'on a arrêté de parler breton à Vigneux plutôt vers la fin du Xe siècle. Par la suite, le -c final s'est amuï régulièrement en gallo et un -x a été ajouté à l'époque moderne (francisation). L'homophonie avec les autres Vigneux est partiellement fortuite.
En gallo, le nom de la commune peut s'écrire Vigneu selon la graphie ABCD ou Vigneû selon la graphie MOGA.
La forme bretonne proposée par l'Office public de la langue bretonne est Gwinieg-Breizh.

### La Pâquelais
Le nom (anciennement orthographié « La Paclais »), viendrait du mot patelin (attesté par l'altération en pasquelin), petit pâturage, et serait apparu dès l'an 840. Paquelais, Paclais, Paquier (pâturage maigre), Paquei (pacage, pâturage), Paquerage ou encore Paquis ont tous le sens de Pâtures dans différents dialectes roman.

En latin pascuum signifie « pâturage » et a donné pacage en français, pascuus veut dire « qui est propre au pâturage ».
L'étymologie qui voudrait que La Paquelais (autrefois Pasque-Lez c'est-à-dire « près de Pâques ») soit liée aux pratiques religieuses de ses habitants, alors en majorité protestants, n'a donc aucun lien avec cette période de l'histoire locale.
En gallo, la langue traditionnelle parlée sur la commune, le nom se prononce [lapɑklɑ] et s'écrit La Pâclâ selon la graphie MOGA.

## Histoire

### Vue d'ensemble
Vers l’an 840, Lambert, usurpateur du comté de Nantes, s’arrête quelques jours avec ses troupes à La Paquelais.
La bienheureuse Françoise d’Amboise y séjourna : une croix dite « de la Bonne Duchesse » a été élevée en souvenir d'elle à l’entrée du bourg en 1868.
Un acte signé au temps de l’évêque Benoît de Nantes (1079-1115) sous le règne d’Alain Fergent, duc de Bretagne (1084-1112), faisait don du fief de la Boissière en Vigneux au chapitre de Saint-Pierre pour le rachat des âmes des seigneurs.
La paroisse de Vigneux date du XIIIe siècle, partagée en six frairies : 
- Frairie du bourg : Saint-Martin
- Frairie de La Biliais Deniaud : Saint-Joseph
- Frairie de la Roche : Saint-Pierre
- Frairie du Buron : Saint-Charles
- Frairie de la Jambinière : Saint-Jean.

En 1489, la duchesse Anne de Bretagne séjourne quelques semaines à la Paquelais, le maréchal de Rieux, son tuteur, lui interdisant l’entrée de Nantes, il cherche à la marier de force au seigneur d'Albret. Elle traverse, à cette occasion, le pont Auduc, édifié sur le Gesvres à la Paquelais en 1330. On rapporte qu’elle fit ferrer ses chevaux à l’envers pour tromper ses poursuivants.
En 1581, le premier curé de Vigneux, Jean Legrand s’installe.
En 1595, l’église primitive de Vigneux fait l’objet de travaux d’agrandissement. Au cours de ces travaux, la statue équestre de Saint-Martin est enfouie dans les fondations du bâtiment. Elle n’en sortira que 260 années plus tard.
Pendant près d’un siècle (fin XVIe siècle jusqu’à la révocation de l’édit de Nantes, le 17 octobre 1685), le protestantisme divise la communauté religieuse.
Durant la Révolution, l’ordre fut maintenu dans la paroisse par Joseph François Rose Ollivier, curé constitutionnel. Mais en 1793, l’église de Vigneux fut pillée et vendue.
La grande majorité des maisons rurales de la commune sont construites au XIXe siècle. Elles utilisent le granit extrait des nombreuses carrières vignolaises. Ces mêmes carrières contribuent largement à façonner des quartiers de Nantes.
En 1850, commencent les travaux de l’église de La Paquelais.
En 1860, l’église de Vigneux, datant de 1595, est démolie et reconstruite au même endroit. On retrouvera alors dans les fouilles la statue équestre de Saint-Martin, patron de la paroisse. Cette statue se trouve actuellement dans le porche de l’église.

## Politique et administration

### Liste des maires
| Période                                  | Période               | Identité                            | Étiquette | Qualité                                              |
| ---------------------------------------- | --------------------- | ----------------------------------- | --------- | ---------------------------------------------------- |
| 1945                                     | 1971                  | Guillaume Hersart de la Villemarqué | DVD       | Conseiller général (1949-1967)                       |
| 1971                                     | mars 1989             | Nicole Hersart de la Villemarqué    | DVD       | Épouse du précédent Conseillère générale (1967-1979) |
| mars 1989                                | mars 2008             | Claude Ménager                      | DVD       | Retraité de la SDVI                                  |
| mars 2008                                | mars 2014             | Philippe Trotté                     | DVG       | Technicien retraité                                  |
| mars 2014                                | 26 mai 2020           | Joseph Bézier                       | DVD       | Menuisier ébéniste retraité                          |
| 26 mai 2020                              | mars 2021 (démission) | Vincent Plassard                    | DVD       | ingénieur                                            |
| avril 2021                               | En cours              | Gwënola Franco                      | DVD       |                                                      |
| Les données manquantes sont à compléter. |                       |                                     |           |                                                      |

### Budget
| Évolution de l'endettement (en milliers d’€) |

| Taxe d'habitation | 20.37% | 21.59% | 21.59% | 21.59% | 21.59% | 21.59% | 21.59% |
| Foncier bâti      | 30.37% | 33.85% | 33.85% | 33.85% | 33.85% | 33.85% | 33.85% |
| Foncier non bâti  | 49.94% | 50.94% | 50.94% | 50.94% | 50.94% | 50.94% | 50.94% |
|                   | 2009   | 2010   | 2011   | 2012   | 2013   | 2014   | 2015   |

### Climat
Pour des articles plus généraux, voir Climat des Pays de la Loire et Climat de la Loire-Atlantique.
En 2010, le climat de la commune est de type climat océanique franc, selon une étude du CNRS s'appuyant sur une série de données couvrant la période 1971-2000. En 2020, Météo-France publie une typologie des climats de la France métropolitaine dans laquelle la commune est exposée à un climat océanique et est dans la région climatique  Bretagne orientale et méridionale, Pays nantais, Vendée, caractérisée par une faible pluviométrie en été et une bonne insolation.
Pour la période 1971-2000, la température annuelle moyenne est de 11,8 °C, avec une amplitude thermique annuelle de 13,3 °C. Le cumul annuel moyen de précipitations est de 802 mm, avec 12,6 jours de précipitations en janvier et 6,3 jours en juillet. Pour la période 1991-2020, la température moyenne annuelle observée sur la station météorologique de Météo-France la plus proche, sur la commune de Blain à 17 km à vol d'oiseau, est de 12,1 °C et le cumul annuel moyen de précipitations est de 837,6 mm,. Pour l'avenir, les paramètres climatiques de la commune estimés pour 2050 selon différents scénarios d'émission de gaz à effet de serre sont consultables sur un site dédié publié par Météo-France en novembre 2022.

## Urbanisme

### Typologie
Au 1er janvier 2024, Vigneux-de-Bretagne est catégorisée commune rurale à habitat dispersé, selon la nouvelle grille communale de densité à sept niveaux définie par l'Insee en 2022.
Elle appartient à l'unité urbaine de Vigneux-de-Bretagne, une agglomération intra-départementale regroupant deux  communes, dont elle est ville-centre,,. Par ailleurs la commune fait partie de l'aire d'attraction de Nantes, dont elle est une commune de la couronne,. Cette aire, qui regroupe 116 communes, est catégorisée dans les aires de 700 000 habitants ou plus (hors Paris),.

### Occupation des sols
L'occupation des sols de la commune, telle qu'elle ressort de la base de données européenne d’occupation biophysique des sols Corine Land Cover (CLC), est marquée par l'importance des territoires agricoles (84,9 % en 2018), en diminution par rapport à 1990 (90,5 %). La répartition détaillée en 2018 est la suivante : 
zones agricoles hétérogènes (57,8 %), prairies (17,7 %), terres arables (9,4 %), forêts (7,3 %), zones urbanisées (4,4 %), espaces verts artificialisés, non agricoles (1,9 %), zones industrielles ou commerciales et réseaux de communication (1,5 %). L'évolution de l’occupation des sols de la commune et de ses infrastructures peut être observée sur les différentes représentations cartographiques du territoire : la carte de Cassini (XVIIIe siècle), la carte d'état-major (1820-1866) et les cartes ou photos aériennes de l'IGN pour la période actuelle (1950 à aujourd'hui).

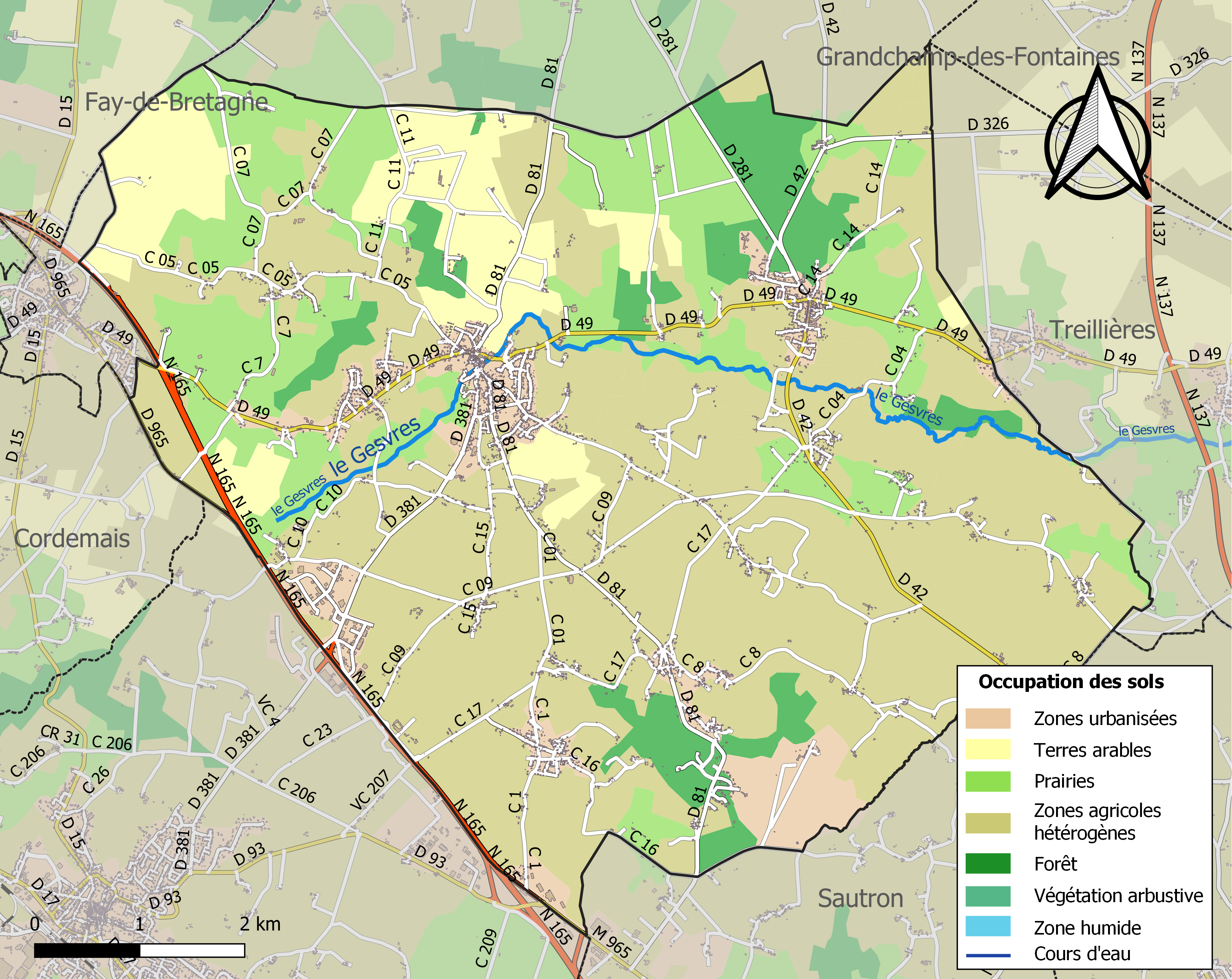
Carte des infrastructures et de l'occupation des sols de la commune en 2018 (CLC).

## Population et société

### Démographie

#### Évolution démographique
L'évolution du nombre d'habitants est connue à travers les recensements de la population effectués dans la commune depuis 1793. Pour les communes de moins de 10 000 habitants, une enquête de recensement portant sur toute la population est réalisée tous les cinq ans, les populations de référence des années intermédiaires étant quant à elles estimées par interpolation ou extrapolation. Pour la commune, le premier recensement exhaustif entrant dans le cadre du nouveau dispositif a été réalisé en 2006.

En 2022, la commune comptait 6 633 habitants, en évolution de +11,99 % par rapport à 2016 (Loire-Atlantique : +6,68 %, France hors Mayotte : +2,11 %).
| 1793  | 1800  | 1806  | 1821  | 1831  | 1836  | 1841  | 1846  | 1851  |
| ----- | ----- | ----- | ----- | ----- | ----- | ----- | ----- | ----- |
| 2 464 | 2 585 | 2 201 | 2 632 | 2 695 | 2 734 | 2 771 | 3 009 | 3 026 |

| 1856  | 1861  | 1866  | 1872  | 1876  | 1881  | 1886  | 1891  | 1896  |
| ----- | ----- | ----- | ----- | ----- | ----- | ----- | ----- | ----- |
| 3 112 | 3 093 | 3 307 | 3 290 | 3 435 | 3 369 | 3 399 | 3 390 | 3 371 |

| 1901  | 1906  | 1911  | 1921  | 1926  | 1931  | 1936  | 1946  | 1954  |
| ----- | ----- | ----- | ----- | ----- | ----- | ----- | ----- | ----- |
| 3 255 | 3 170 | 3 063 | 2 542 | 2 456 | 2 374 | 2 261 | 2 131 | 2 109 |

| 1962  | 1968  | 1975  | 1982  | 1990  | 1999  | 2006  | 2011  | 2016  |
| ----- | ----- | ----- | ----- | ----- | ----- | ----- | ----- | ----- |
| 1 941 | 1 926 | 2 274 | 3 183 | 4 026 | 4 712 | 5 165 | 5 514 | 5 923 |

| 2021  | 2022  | - | - | - | - | - | - | - |
| ----- | ----- | - | - | - | - | - | - | - |
| 6 480 | 6 633 | - | - | - | - | - | - | - |

#### Pyramide des âges
La population de la commune est relativement jeune.
En 2018, le taux de personnes d'un âge inférieur à 30 ans s'élève à 36,2 %, soit en dessous de la moyenne départementale (37,3 %). À l'inverse, le taux de personnes d'âge supérieur à 60 ans est de 20,7 % la même année, alors qu'il est de 23,8 % au niveau départemental.
En 2018, la commune comptait 3 032 hommes pour 3 065 femmes, soit un taux de 50,27 % de femmes, légèrement inférieur au taux départemental (51,42 %).
Les pyramides des âges de la commune et du département s'établissent comme suit.
| Hommes | Classe d’âge | Femmes |
| ------ | ------------ | ------ |
| 0,4    | 90 ou +      | 1,4    |
| 3,6    | 75-89 ans    | 6,6    |
| 15,1   | 60-74 ans    | 14,3   |
| 23,7   | 45-59 ans    | 22,8   |
| 20,0   | 30-44 ans    | 19,8   |
| 15,9   | 15-29 ans    | 14,8   |
| 21,3   | 0-14 ans     | 20,3   |

| Hommes | Classe d’âge | Femmes |
| ------ | ------------ | ------ |
| 0,6    | 90 ou +      | 1,8    |
| 6      | 75-89 ans    | 8,6    |
| 15,1   | 60-74 ans    | 16,4   |
| 19,4   | 45-59 ans    | 18,8   |
| 20,1   | 30-44 ans    | 19,3   |
| 19,2   | 15-29 ans    | 17,4   |
| 19,5   | 0-14 ans     | 17,6   |

## Économie
La commune compte une zone industrielle : la zone des quatre nations. Elle était concernée par le projet d'aéroport du grand ouest.

## Vie de la commune
Vigneux abrite le golf de Nantes situé au sud de la commune en limite de celle de Sautron, à moins de 5 kilomètres au sud-est du bourg.

### Clubs sportifs
- AGPV : le club de gymnastique avec de petits niveaux mais aussi des niveaux pour les plus petits.
- VVB : le club de volley-ball de Vigneux-de-Bretagne
- ESV : le club de football de Vigneux-de-Bretagne, accueillant l'U17 CUP successeur de l'eurofoot chaque année.
- Les fous volants : Club de badminton.
- L'AMVP : Association Motocycliste Vigneux la Paquelais.
- TCV: Tennis club Vignolais.
- TTVP: Tennis de table Vigneux-La Paquelais.
- LSBC: Loire et Sillon Basket Club ( communes de  Vigneux-de-Bretagne, Le Temple-de-Bretagne et Saint-Étienne-de-Montluc )

## Culture et patrimoine

### Lieux et monuments
Vigneux-de-Bretagne comporte plusieurs monuments :
- les châteaux privés :
  - le château de la Bretonnière (XVIe au XVIIIe siècles), ancien relais de chasse des ducs de Rohan qui remonterait au XVe siècle[27]. Il accueille des réceptions, des séminaires et des repas festifs (mariages…)[28],
  - le château du Buron,
  - le château du Bois-Rignoux. En 1870, la famille Cossé, prospères industriels nantais, fait édifier, sur trente hectares de bois et prairies agrémentées de deux étangs, une belle maison de maître et sa chapelle attenante. En 1962, elle appartient à M. et Mme Egonneau, négociants en porcs, qui la vendent ensuite à la Caisse  primaire d'assurance maladie de Nantes pour en faire une maison de convalescence[29]. En 2013, le château est revendu à un particulier privé ;
- les églises :
  - l'église Saint-Martin de Vigneux-de-Bretagne, elle date des années 1860 et remplace une ancienne église du XVe siècle,
  - l'église Sainte-Trinité de la Pâquelais fut construite dans les années 1850 ;
- les moulins, dont le Moulin neuf, remis en état de marche depuis mi-2005 ;
- l'écomusée rural de La Paquelais ;
- l'étang du Choizeau, mis en eau en 1968 au cœur du bourg, il remplace des jardins potagers qui se trouvaient auparavant à cet endroit et qui étaient traversés par le ruisseau du Choizeau[30] ;
- la Croix des quatre communes.
- la fontaine Saint-Martin.

Vigneux-de-Bretagne a de plus accueilli le festival Utopie : Point Zéro le 28 septembre 2019 sur le Domaine de Land Rohan, avec la participation entre autres de Jacques Gamblin, qui a lu son texte Mon climat.
La Paquelais a également accueilli à deux reprises le festival "Yapaklévignes". Ce nom vient d'un jeu de mots entre « La Paquelais » et « Vigneux ».

### Personnalités liées à la commune
- Paul Cassard, maire de Nantes.
- Henry Leray (1905-1987), artiste peintre, mort à Vigneux.
- Jean Corbineau (1930-2015), vicaire-instituteur à La Pâquelais, a assuré de nombreuses homélies à l'émission "Le Jour du Seigneur" sur France 2 à partir des années 1990.
- Jean Renard (1936-2020), géographe, mort à Vigneux.
- Benoît Bertrand (1960), vicaire à Vigneux, évêque de Pontoise.